# Kleinwaltersdorf
Kleinwaltersdorf ist ein Stadtteil der Großen Kreisstadt Freiberg im Landkreis Mittelsachsen (Freistaat Sachsen). Er wurde am 1. März 1994 eingemeindet und bildet seitdem den nordwestlichsten Freiberger Stadtteil.

## Geografie

### Lage
Kleinwaltersdorf liegt im Osterzgebirge etwa 3 km nordnordwestlich des Stadtzentrums von Freiberg. Der Ort erstreckt sich über ca. 2 km in Nord-Süd-Richtung im Tal des Kleinwaltersdorfer Baches, eines linken Nebenflusses der Freiberger Mulde. Im Dorf leben ca. 850 Einwohner, es liegt in einer Höhe von 350 bis 410 m ü. NN (NN).
Kleinwaltersdorf ist der nordwestlichste Stadtteil der Stadt Freiberg. Er gliedert sich in die Stadtviertel Fürstenbusch, Waltersbach, Nonnenwald, Rittergut und Bahnhof. Der älteste Teil von Kleinwaltersdorf erstreckt sich als einseitiges Waldhufendorf am linken Ufer des Kleinwaltersdorfer Bachs. Die wenigen blockartigen Hufen auf der rechten Seite des Dorfbachs entstanden vermutlich nachträglich auf noch nicht gerodetem Waldgebiet. Im Oberdorf, d. h. im Bereich der einstigen Herrengemeinde, entstanden für die Gutsarbeiter, Handwerker, Gärtner und Bergleute zahlreiche Häusleranwesen, bei denen sich Wohnung und Stallung unter einem Dach befinden. Seit 1850 entstand im Gebiet des Bahnhofs in der westlichen Ortsflur eine Streusiedlung.

### Nachbarorte
| Langhennersdorf | Großschirma                                 |                                                                             |
| Wegefarth       | Kompassrose, die auf Nachbargemeinden zeigt | Freiberg, Stadtteil Freiberg-Nord (Stadtviertel Neu-Friedeburg und Lößnitz) |
|                 | Kleinschirma                                |                                                                             |

## Geschichte

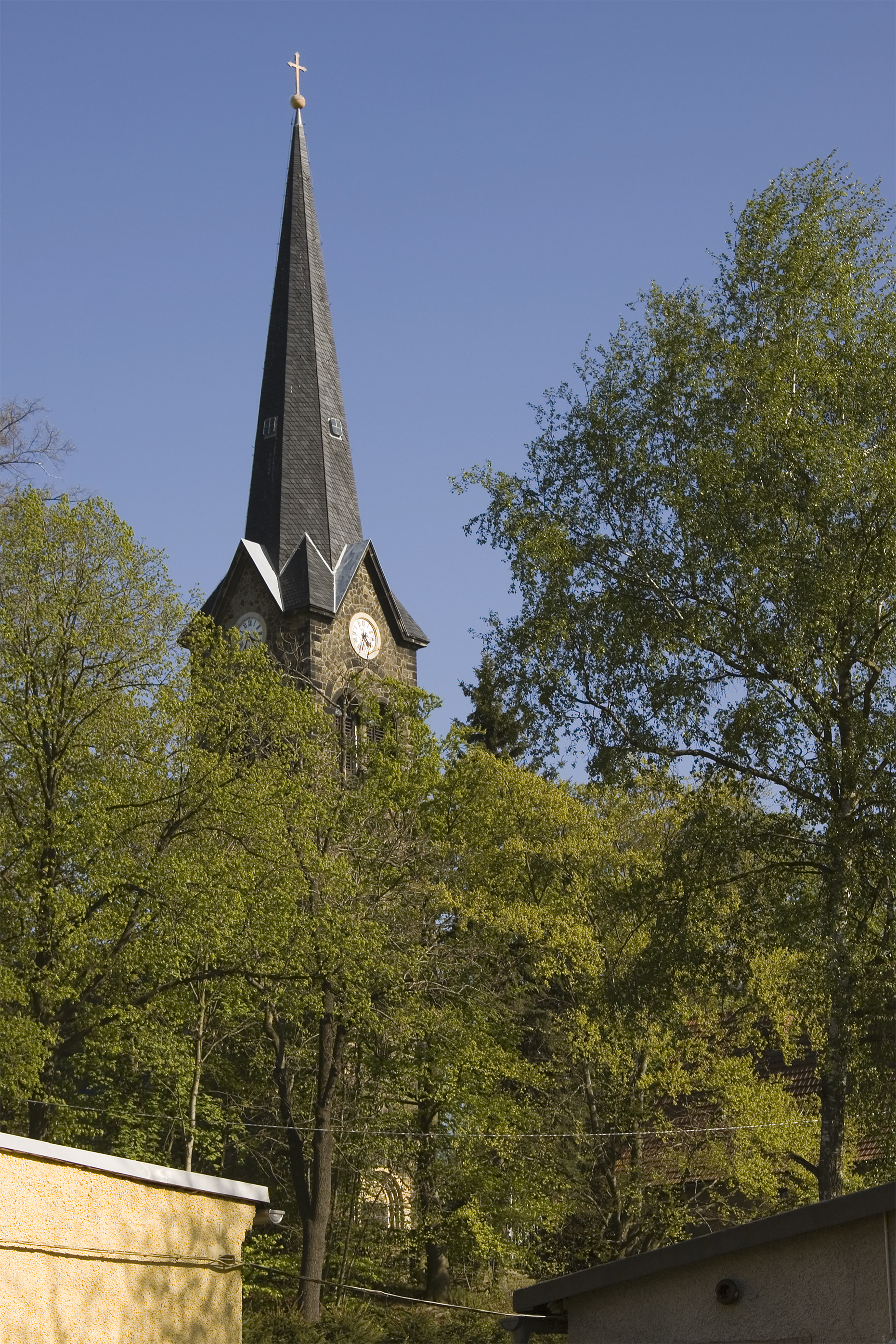
Blick auf den Kirchturm

Zwischen 1156 und 1162 wurde das Gebiet zwischen Striegis und Freiberger Mulde durch den Markgrafen von Meißen, Otto dem Reichen mit fränkischen Bauern kolonisiert. Kleinwaltersdorf wurde erstmals im Jahr 1230 als „Waltersdorp“ erwähnt. Ursprünglich gehörte der Ort zum Besitz des durch den Markgrafen Otto im Jahr 1162 gestifteten Klosters Altzella bei Nossen. Mit Einführung der Reformation und der Säkularisation des Klosters Altzella kam Kleinwaltersdorf zunächst zum Amt Nossen. 1555 verlehnte der sächsische Kurfürst August Kleinwaltersdorf neben 14 weiteren Dörfern aus dem ehemaligen Klosterbesitz an seinen Kammerrat Ulrich von Mordeisen. Aus dessen Erbe kam es an den Kurfürsten Christian I., wodurch es um 1590 zum Kreisamt Freiberg gehörte. Seit 1624 wurde der Ort Kleinwaltersdorf genannt.
Bereits seit 1360 existierte im Ort durch Zusammenlegung mehrerer Bauernhöfe
ein Vorwerk, das seit 1696 Rittergut genannt wurde. Ihm unterstand das Oberdorf mit der Kirche, während das Unterdorf als Amtsdorf direkt dem Kreisamt Freiberg unterstand. Das Unterdorf, als Bauerngemeinde bezeichnet, und das Oberdorf mit Kirche und Rittergut, als Herrengemeinde bezeichnet, wurden erst 1922 politisch vereinigt.
Der Bergbau wurde in Kleinwaltersdorf erstmals im Jahr 1581 erwähnt. Bis 1897 gab es sechs Gruben, in denen Erze, u. a. Silber, abgebaut wurden. Zeugen sind bis heute zwei Lichtlochhalden an der „Lößnitzer Straße“, die vom Vortrieb des „Neuen Fürstenstollns“ stammen. Dieser war für die Entwässerung der im 16. Jahrhundert betriebenen Grube „Neugeborn Kindlein“ zuständig.
Kleinwaltersdorf lag bis 1856 im kursächsischen bzw. königlich-sächsischen Kreisamt Freiberg. Ab 1856 gehörte der Ort zum Gerichtsamt Freiberg und ab 1875 zur Amtshauptmannschaft Freiberg. Im Zuge der Bodenreform in der DDR wurde das 1836 im klassizistischen Stil neu erbaute Herrenhaus im Jahr 1946 abgebrochen. Durch die zweite Kreisreform in der DDR kam Kleinwaltersdorf im Jahr 1952 zum Kreis Freiberg im Bezirk Chemnitz (1953 in Bezirk Karl-Marx-Stadt umbenannt), der ab 1990 als sächsischer Landkreis Freiberg fortgeführt wurde.
Am 1. März 1994 wurde Kleinwaltersdorf nach Freiberg eingemeindet. Der Ort bildet seitdem einen von acht Stadtteilen der Stadt Freiberg.

## Verkehr

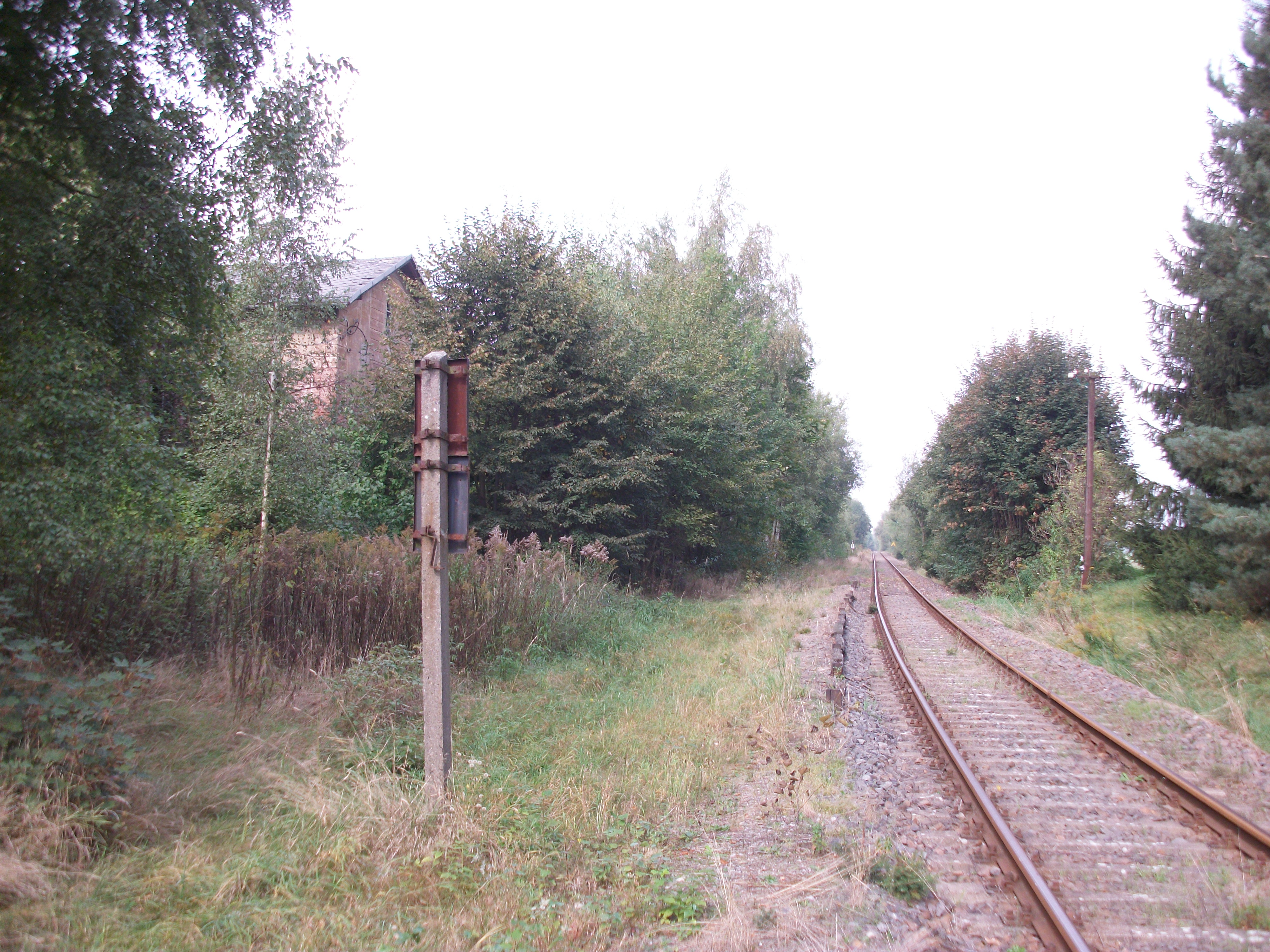
Haltepunkt Kleinwaltersdorf (2016)

Am südlichen Ende führt die Staatsstraße 205 Hainichen–Freiberg, am nördlichen Ende des Dorfes die Bundesstraße 101 am Ort vorbei. Westlich des Ortes verläuft der stillgelegte Abschnitt Nossen–Freiberg der Bahnstrecke Nossen–Moldau (auch Zellwaldbahn genannt), an der Kleinwaltersdorf zwischen 1873 und 1977 einen Bahnhof besaß. Heute ist die nächste Bahnstation der Freiberger Bahnhof.

## Kulturdenkmale
- Kirche von Kleinwaltersdorf

In Kleinwaltersdorf wurde 1346 erstmals eine Kirche erwähnt. Das heutige Gebäude mit dem Kirchturm entstand nach mehreren Umbauten im Jahr 1889. Die Kirche besitzt einen Epitaphaltar, der im Jahr 1555 vom Freiberger Steinmetz Andreas Lorenz geschaffen. Die 1774/75 errichtete Orgel ist ein Werk von Adam Gottfried Oehme, einem Schüler Gottfried Silbermanns.
- Liste der Kulturdenkmale in Kleinwaltersdorf

## Persönlichkeiten
- Ulrich von Mordeisen (1519–1572), sächsischer Kanzler und Diplomat, Besitzer des Rittergutes Kleinwaltersdorf. Seine letzte Ruhestätte mit Epitaph befindet sich vor dem Altar der Kirche.
- Carl Friedrich Plattner (1800–1858), Hüttenkundler und Chemiker
- Willy Hänig (1888–1947), Hütteningenieur und Oberregierungsbergrat
- Erich Zieger (1902–1960), Forstwissenschaftler in Tharandt